# Vicia venosa
Vicia venosa är en ärtväxtart som först beskrevs av Heinrich Friedrich Link, och fick sitt nu gällande namn av Carl Maximowicz. Vicia venosa ingår i släktet vickrar, och familjen ärtväxter.

## Underarter
Arten delas in i följande underarter:
- V. v. cuspidata
- V. v. glabristyla
- V. v. stolonifera
- V. v. venosa
- V. v. yamanakae